# Stephen Benton Elkins
Stephen Benton Elkins (New Lexington, 26 settembre 1841 – Washington, 4 gennaio 1911) è stato un politico statunitense.

## Biografia
Fu il trentottesimo segretario alla Guerra degli Stati Uniti,  sotto il presidente degli Stati Uniti d'America Benjamin Harrison (23º presidente). Figlio di Philip Duncan Elkins e Sarah Pickett Withers.
Studiò alla Masonic College a Lexington, stato del Missouri e poi all'Università del Missouri. Sposò Sarah Simms Jacobs il 10 giugno 1866, mentre nel 1875 incontrò e sposò la sua seconda moglie, Hallie Davis.